# Olivierus voldemari
Espèce
Olivierus voldemari est une espèce de scorpions de la famille des Buthidae.

## Distribution
Cette espèce est endémique de la province de Ferghana en Ouzbékistan. Elle se rencontre vers Becharyk.

## Description
Les femelles mesurent de 64 à 66 mm.

## Étymologie
Cette espèce est nommée en l'honneur de Voldemar-Аlexander Kreuzberg (1916–2009).

## Publication originale
- Fet, Kovařík, Gantenbein & Graham, 2021 : « Three new species of Olivierus (Scorpiones: Buthidae) from Kazakhstan and Uzbekistan. » Zootaxa, no 5006(1), p. 54-72.